# Một bộ phim Minecraft
Một bộ phim Minecraft (tựa tiếng Anh: A Minecraft Movie) là một bộ phim điện ảnh Mỹ thuộc thể loại hài – phiêu lưu ra mắt vào năm 2025, là tác phẩm dựa trên một trong những loạt trò chơi điện tử bán chạy nhất trên toàn thế giới, được ra mắt vào năm 2011 mang tên Minecraft do Markus "Notch" Persson sáng tạo và Mojang Studios phát triển. Bộ phim được đạo diễn bởi Jared Hess, đạo diễn từng đạt giải Oscar còn phần kịch bản thì do Chris Bowman và Hubbel Palmer đảm nhiệm. Bộ phim có sự tham gia diễn xuất của các ngôi sao đình đám như Jason Momoa, Jack Black, cùng với nữ diễn viên đạt giải Oscar Danielle Brooks, Emma Myers, Sebastian Eugene Hansen và Jennifer Coolidge. Ngoài ra khâu thiết kế sản xuất - một mảng cực kỳ quan trọng đối với các bộ phim chuyển thể từ những trò chơi, thuộc về nhà thiết kế Grant Major cũng từng đoạt giải Oscar và năm lần đề cử với loạt phim Chúa tể những chiếc nhẫn.
Kế hoạch chuyển thể Minecraft lên màn ảnh rộng đã được thai nghén và biết đến vào ngày 28 tháng 2 năm 2014, thông qua một đoạn tweet trên trang cá nhân của mình, Markus Persson tiết lộ rằng Mojang đang đàm phán và hợp tác cùng với Warner Bros. Pictures để phát triển dự án chuyển thể thành phim này, trong đó Roy Lee và Jill Messick đóng vai trò là nhà sản xuất. Quá trình casting cho bộ phim diễn ra từ tháng 5 năm 2023 đến tháng 1 năm 2024. Bộ phim được ghi hình từ cuối tháng 1 năm 2024 tại New Zealand đến giữa tháng 4 năm 2024. Đến ngày 4 tháng 9 năm 2024, một đoạn giới thiệu chính thức của bộ phim đã được phát hành.
Một bộ phim Minecraft dự kiến được phát hành tại Hoa Kỳ và Việt Nam vào ngày 4 tháng 4 năm 2025.

## Nội dung
Bốn kẻ lạc lõng – Garrett “The Garbage Man” Garrison (Jason Momoa), Henry (Sebastian Hansen), Natalie (Emma Myers) và Dawn (Danielle Brooks) – bất ngờ gặp rắc rối khi họ bị kéo qua cánh cửa bí ẩn dẫn đến Overworld: một thế giới kỳ lạ được tạo bởi những khối lập phương và phát triển nhờ vào trí tưởng tượng. Để trở về nhà, họ cần phải làm chủ được thế giới này (và bảo vệ nó khỏi những thực thể tà ác như Piglins và Thây Ma)
trong khi dấn thân vào chuyến phiêu lưu màu nhiệm với một thợ chế tạo chuyên nghiệp và khó lường, Steve (Jack Black). Chuyến hành trình này sẽ thách thức sự can đảm của cả năm người, thúc đẩy họ tìm lại với những phẩm chất làm nên sự đặc biệt của riêng mình,... đồng thời là những kỹ năng cần thiết để trở lại với thế giới thật.— Warner Bros. Pictures

Diễn viên, nghệ sĩ hài Jack Black không được nhận kịch bản hay bất cứ câu thoại nào cụ thể. Anh chỉ được đưa một cái áo xanh và thông báo tên nhân vật là Steve, một điều rất kỳ quặc và gây ngạc nhiên cho Jack Black. Vì thế Jack Black phải tự biến tấu các tình huống xuyên suốt bộ phim khi không có kịch bản cho nhân vật của anh. Thực chất, nhân vật ban đầu của Jack Black là một con lợn do anh lồng tiếng, nhưng sau đó nhà sản xuất đã chuyển hướng live-action và Steve là nhân vật chính dẫn dắt câu chuyện của bộ phim.

## Diễn viên
- Jack Black trong vai Steve[9]
- Jason Momoa trong vai Garrett "The Garbage Man" Garrison[10]
- Emma Myers trong vai Natalie[11]
- Danielle Brooks trong vai Dawn[12]
- Sebastian Eugene Hansen trong vai Henry[12]

Ngoài ra, Jennifer Coolidge (cô trước đây đã từng cộng tác với Hess trong bộ phim Gentlemen Broncos), Matt Berry, Kate McKinnon và Jemaine Clement (là những người trước đây đã từng cộng tác với Hess trong các bộ phim Gentlemen Broncos, Don Verdean và Cô kỳ lân Thelma) đã được tuyển chọn vào các vai diễn khác trong phim nhưng chưa được tiết lộ. Youtuber nổi tiếng Valkyrae tham gia với một vai diễn khách mời trong bộ phim.

## Sản xuất

### Phát triển
Vào năm 2012, Mojang Studios đã nhận được lời đề nghị từ các nhà sản xuất ở Hollywood, họ mong muốn được sản xuất loạt phim truyền hình liên quan đến Minecraft. Tuy nhiên, Mojang tuyên bố rằng họ sẽ chỉ tham gia vào các dự án như vậy khi "có ý tưởng phù hợp". Hai năm sau đó, vào tháng 2 năm 2014, trong một nỗ lực gây quỹ cộng đồng cho một bộ phim được làm bởi người hâm mộ thông qua nền tảng Kickstarter đã bị dập tắt sau khi Markus "Notch" Persson từ chối cho các nhà làm phim làm ra một bộ phim liên quan đến Minecraft mà chưa có bất kỳ sự cho phép nào, lý do được đưa ra là trang gây quỹ trên Kickstarter được tạo ra mà chưa có bất kỳ thỏa thuận nào với Mojang. Cũng trong tháng đó, Persson đã tiết lộ rằng Mojang đang đàm phán với Warner Bros. Pictures để phát triển một bộ phim chuyển thể chính thức của Minecraft do Roy Lee và Jill Messick sản xuất. Vào tháng 10 năm 2014, Giám đốc nội dung của Mojang là Vu Bui tuyên bố rằng bộ phim "đang trong những ngày đầu của quá trình sản xuất", là sản phẩm "có kinh phí sản xuất lớn" và có thể sẽ không được phát hành cho đến năm 2018. Cùng tháng đó, Warner Bros. đã thuê Shawn Levy với vai trò là đạo diễn cho bộ phim. Trong khi đó, vào tháng 12, có thông tin xác nhận rằng Levy và hai nhà biên kịch là Kieran và Michele Mulroney, là những người phát triển bộ phim và họ đã cùng nhau rời bỏ khỏi dự án.
Vào tháng 7 năm 2015, có thông báo cho biết rằng Warner Bros. đã thuê Rob McElhenney để làm đạo diễn cho bộ phim. Theo lời của McElhenney chia sẻ, anh ấy đã bị thu hút bởi vì bản chất thế giới mở và tính sáng tạo của của trò chơi đã cho anh một ý tưởng ban đầu mà Warner Bros. đã đồng ý và họ đã cấp cho anh ngân sách sơ bộ là 150 triệu đô la Mỹ. Vào năm 2016, bước vào quá trình tiền sản xuất của bộ phim, trong đó bao gồm cả việc ấn định ngày phát hành tại thời điểm tháng 6 cùng năm, ngày phát hành được ấn định vào thời điểm đó là vào ngày 24 tháng 5 năm 2019,

### Tuyển vai
Vào tháng 5 năm 2023, Matt Berry đã bắt đầu quá trình đàm phán để có được một vai diễn trong bộ phim. Sau đó, Danielle Brooks và Sebastian Eugene Hansen đã tham gia vào dàn diễn viên trong tháng 11 cùng năm. Đến tháng 12, Emma Myers đã có cho mình một vai diễn trong bộ phim. Vào tháng 1 năm 2024, Jack Black gia nhập vào dàn diễn viên và cũng hé lộ việc mình tham gia bộ phim thông qua tài khoản Instagram chính thức của mình. Jennifer Coolidge, Kate McKinnon và Jemaine Clement đã được chọn vào các vai diễn chưa được tiết lộ.

### Quay phim
Bộ phim ban đầu được lên lịch vào ngày 7 tháng 8 năm 2023, song do vụ đình công của SAG-AFTRA diễn ra vào tháng 7 nên việc ghi hình bị lùi lại. Việc ghi hình bộ phim sau này được diễn ra từ cuối tháng 1 đến giữa tháng 4 năm 2024 tại New Zealand.

### Hậu kỳ
Phần hiệu ứng của bộ phim do Sony Pictures Imageworks, Wētā FX, và Digital Domain phụ trách.

## Âm nhạc
Mark Mothersbaugh đảm nhận phần nhạc nền gốc, với Gabe Hilfer và Karyn Rachtman đóng vai trò giám sát âm nhạc. Mothersbaugh đã khéo léo lồng ghép những giai điệu quen thuộc từ nhạc game do C418 sáng tác, đồng thời cho biết bản nhạc nền được xây dựng nhằm dung hòa giữa nét đáng yêu của các nhân vật và tính chất hành động của phim mà vẫn giữ được chiều sâu trong cảm xúc. Trong số các bản nhạc từ Minecraft, bản nhạc nền của C418 vang lên trong phần mở đầu, ca khúc "Dragon Fish" của anh được sử dụng trong một cảnh phim có gấu trúc, còn "Pigstep" của Lena Raine xuất hiện trong phân đoạn “Nether's Got Talent”.

## Phát hành
Một bộ phim Minecraft sẽ được Warner Bros. Pictures phát hành tại rạp vào ngày 4 tháng 4 năm 2025 dưới định dạng IMAX tại Mỹ và Việt Nam. Ban đầu, bộ phim được lên kế hoạch phát hành vào ngày 24 tháng 5 năm 2019 nhưng đến ngày 26 tháng 4 năm 2019, Warner Bros. đã hoãn lại ngày phát hành bộ phim và dời lịch sang ngày 4 tháng 3 năm 2022. Vào ngày 6 tháng 10 năm 2020, Warner Bros. đã rời bộ phim ra khỏi lịch phát hành do sự ảnh hưởng của đại dịch COVID-19 và để tránh cạnh tranh trực tiếp với The Batman (2022). Vào ngày 5 tháng 4 năm 2023, bộ phim đã được công bố ngày phát hành như ở thời điểm hiện tại sau hơn hai năm không đưa ra được ngày phát hành cụ thể.

## Đón nhận

### Doanh thu phòng vé
Ở tại Hoa Kỳ và Canada, bộ phim "Một bộ phim Minecraft" được dự đoán là sẽ thu về 58 triệu USD trong tuần đầu tiên công chiếu.